# Chartreuse Notre-Dame du Val Saint-Jean de Basseville
La chartreuse Notre-Dame du Val Saint-Jean-de-Basseville, est un édifice religieux de confession catholique datant du Moyen Âge, situé sur la commune de Pousseaux dans le département de la Nièvre.

## Situation
Située au creux de la vallée de l'Yonne, au milieu des roches de Basseville, ce monastère est bordé par le canal du Nivernais.

## Historique
La chartreuse fut fondée le 30 juillet 1328, sur les terres que Guillaume Judes, seigneur de Basseville, vendit le 18 novembre 1316 à Jean Le Grand (Jehan Grand), chanoine de Furnes en Flandres, curé de Surgy.
Jean Le Grand fait amortir son fief par Louis Ier de Flandre, comte de Nevers, dont il est l'aumônier et le chapelain. En 1328, il donne son fief aux chartreux avec tous les droits de justice et seigneurie.
Les onze religieux qui étaient présents en 1789 furent chassés du monastère dès le début de La Révolution et les douze journaliers permanents quittèrent également les lieux. Elle fut à nouveau pillée et de nombreux documents furent détruits. Devenue propriété nationale, les biens restant furent vendus.
La chartreuse de Basseville est inscrite au titre des monuments historiques en totalité par arrêté du 24 octobre 1927, puis par arrêté du 31 mai 2022 qui l'a remplacé. 

## Architecture

### L'église
De plan rectangulaire, avec un chevet à pans coupés du XVIe siècle, l'église fut le premier bâtiment édifié. Elle fut consacrée le 2 avril 1331 en l'honneur de la Vierge et de Saint-Jean-Baptiste.

### Le cimetière
Les chartreux tenaient un registre des sépultures, actuellement conservé aux archives départementales de la Nièvre.

### Les bâtiments conventuels
Le portail d'entrée flanqué de tourelles du XVIe siècle sont des vestiges des bâtiments conventuels. L'ancien réfectoire des moines date du XVIe siècle.

## Propriétés
- Prieuré Saint-Robert d'Andryes (1740).